# Incendio del hospital Miryang
El incendio del hospital Miryang ocurrió en 26 de enero de 2018 en un hospital Sejong, situado en Miryang, Gyeongsang del Sur, Corea del Sur. El incendio 39 muertos y herido más de 150.

## El accidente
Las causas se desconocen por el momento aunque el centro hospitalario según medios internacionales cumplía con las medidas de seguridad obligatorias. El incendio ocurrió en la sala de emergencias. Las llamas se originaron a las 7:32 hora local.
Había más de 100 personas en el hospital cuando se produjo el incendio los bomberos tardaron de 2 a 3 horas en extinguir el mismo. 화재보험비교사이트

## El hospital
El Hospital Sejong no estaba obligado a instalar aspersores contra incendios en función de su área agregada, mientras en el Hospital de Enfermería Sejong, se exigió a los aspersores para ser instalado después se revisó la ley pertinente y se han planificado para ser instalado el 30 de junio.